# Халибеус, Генрих Мориц
Генрих Мориц Халибеус (нем. Heinrich Moritz Chalybäus; 1796—1862) — немецкий философ-гегельянец, упростивший троичную формулу Гегеля до формулировки «тезис — антитезис — синтез» (1837).

## Деятельность
Генрих Халибеус был с 1839 г. профессором философии в Кильском университете.
По своим воззрениям Халибеус примыкал к школе Гегеля, хотя он и относился критически к пантеизму Гегеля. Упростил гегелевскую триаду «понимание — диалектическое суждение — спекулятивное суждение» до формулы: «тезис — антитезис — синтез». Формула стала привычной диалектической триадой для материалистической диалектики.
Ценными считаются замечания Халибеуса о философии Гербарта (1776—1841). В определении философии Халибеус настаивал на её практическом характере. Философия для него — «стремление и любовь истины» («Wollen der Weisheit und Liebe der Weisheit»).

## Труды
Наиболее известное сочинение: «Historische Entwickelung der speculativen Philosophie von Kant bis Hegel» (первое изд. 1837, 5-е 1860 г.), где автор в 18 лекциях знакомит читателя в популярной форме с немецкими идеалистическими системами.
Другие сочинения Халибеуса:
- «Phänomenologische Blatter» (1841);
- «Die moderne Sophistik» (1843);
- «Entwurf eines Systems d. Wissenschaftolebre» (1846);
- «System d. spekulativen Ethik» (1850);
- «Philosophie und Christenthum» (1853);
- «Fundamentalphilosophie. Ein Versuch das System der Philosophie auf ein Realprincip zu begründen» (1861).